# Église évangélique luthérienne de Jordanie et de Terre sainte

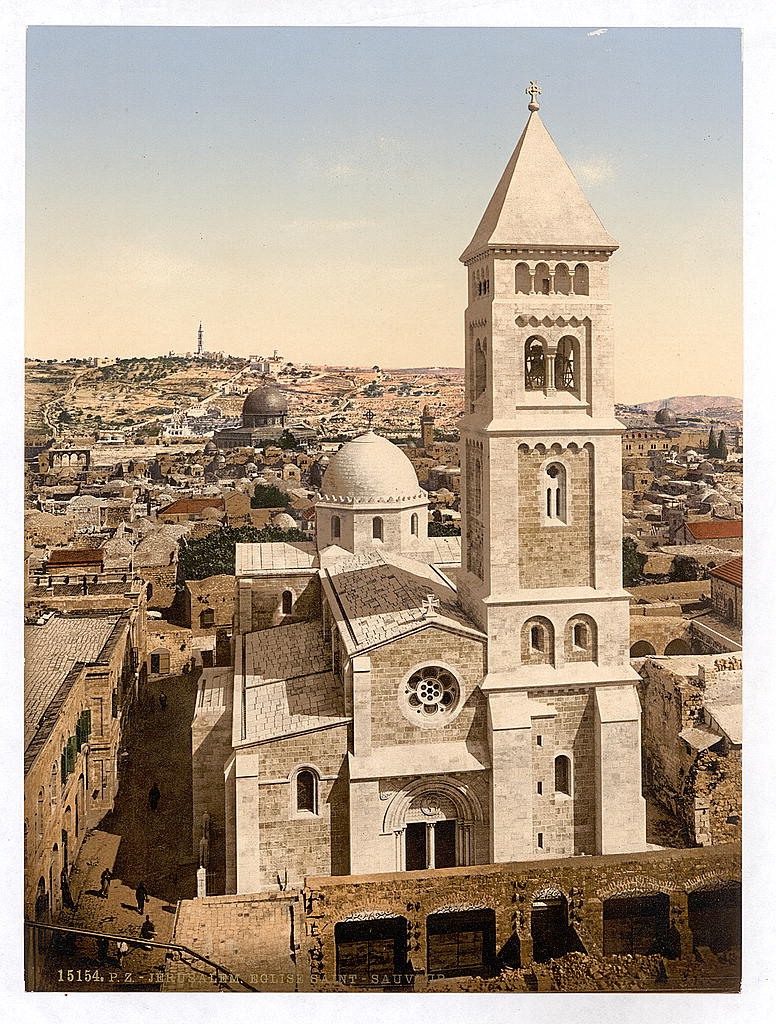
Église luthérienne de Jérusalem (1900)

L'Église évangélique luthérienne de Jordanie et de Terre sainte est une Église luthérienne fondée en 1959 et basée à Jérusalem. Elle est dirigée par l'évêque Ibrahim Azar depuis le 18 janvier 2018. Elle est membre de la Fédération luthérienne mondiale depuis 1974. Elle est également membre du Conseil des Églises du Moyen-Orient.

## Organisation
L'Église comprend six communautés (congrégations), cinq en Palestine et en Israël, et une en Jordanie.
- la congrégation de Jérusalem
- la congrégation de Bethléem
- la congrégation de Beit Sahour
- la congrégation de Beit Jala
- la congrégation de Ramallah
- la congrégation d'Amman

## Liste des évêques
- 31 octobre 1979-30 octobre 1986 : Daoud Haddad
- 31 octobre 1986-31 décembre 1997 : Naim Nassar
- 1er janvier 1998-2017 : Munib A. Younan
- 12 janvier 2018 : Sani Ibrahim Charlie Azar